# North Coker
North Coker är en by i Somerset i England. Byn är belägen 32 km 
från Taunton. Orten har 727 invånare (2016).